# Корж, Дмитрий Михайлович
Дмитрий Михайлович Корж (туркм. Dmitriý Mihaýlowiç Korj; 29 октября 1971) — советский и туркменский футболист, завершивший игровую карьеру, выступал на позиции защитника, в настоящее время является тренером в ашхабадском «Алтын Асыре». Заслуженный тренер Туркменистана.

## Биография
Начинал играть в «Копетдаг» из Ашхабада, провел в команде сезоны с 1989 по 1992 (во второй лиге союзного чемпионата) и с 1992 по 1995, когда играл в чемпионате Туркменистана.
Сезон 1996 провел в России, играл в первой лиге за «Уралан» и «Локомотив» (Чита).
Вернулся в Туркменистан, стал играть за клуб «Ниса» (Ашхабад), вместе с которым в очередной раз стал чемпионом Туркменистана. Осенью 1999 играл на Украине за Электрон (Ромны) и Нефтяник-Укрнафта. С 2000 вновь играл в Туркменистане, за «Нису» и Копетдаг.
Играл за сборную Туркменистана, участник финального турнира Азиатских Игр-94.
По окончании карьеры — тренер, работал с командой «Багтыярлык». С 2015 года работает тренером в футбольном клубе «Алтын Асыр», в международных матчах в заявках указывается как главный тренер.

## Статистика
| Сезон     | Клуб              | Лига        | Чемпионат | Чемпионат |
| Сезон     | Клуб              | Лига        | Игры      | Голы      |
| --------- | ----------------- | ----------- | --------- | --------- |
| 1989      | Копетдаг          | Вторая лига | 25        | 0         |
| 1990      | Копетдаг          | Вторая лига | 33        | 1         |
| 1991      | Копетдаг          | Вторая лига | 23        | 0         |
| 1992      | Копетдаг          | Высшая лига | ?         | ?         |
| 1993      | Копетдаг          | Высшая лига | ?         | ?         |
| 1994      | Копетдаг          | Высшая лига | ?         | ?         |
| 1995      | Копетдаг          | Высшая лига | ?         | ?         |
| 1996      | Уралан            | Первая лига | 2         | 0         |
| 1996      | Уралан (дуб.)     | Вторая лига | 2         | 0         |
| 1996      | Локомотив (Чита)  | Вторая лига | 11        | 0         |
| 1998/99   | Ниса (Ашхабад)    | Высшая лига | ?         | ?         |
| 1999/2000 | Электрон (Ромны)  | Вторая лига | 1         | 0         |
| 1999/2000 | Нефтяник-Укрнафта | Первая лига | 10        | 0         |
| 2000      | Ниса (Ашхабад)    | Высшая лига | ?         | ?         |
| 2002      | Копетдаг          | Высшая лига | ?         | 4         |
| 2002      | Небитчи           | Высшая лига | ?         | 2         |
| 2003      | Шагадам           | Высшая лига | ?         | ?         |
| 2005      | Копетдаг          | Высшая лига | ?         | ?         |

## Достижения
- Чемпион Туркменистана в составе «Копетдага» (1992—1995) и в составе Ниса в 1999.
- Обладатель Кубка Туркменистана 1993 (забил гол в финале), финалист Кубка 2005[8]